# Xylosma gigantifolium
Xylosma gigantifolium är en videväxtart som beskrevs av Herman Otto Sleumer. Xylosma gigantifolium ingår i släktet Xylosma och familjen videväxter. Inga underarter finns listade i Catalogue of Life.